# Vernais
Vernais település Franciaországban, Cher megyében. Lakosainak száma 184 fő (2022. január 1.). Vernais Ainay-le-Château, Bannegon, Bessais-le-Fromental, Charenton-du-Cher és Thaumiers községekkel határos.

## Népesség
A település népessége az elmúlt években az alábbi módon változott:
| Lakosok száma | 294  | 280  | 255  | 222  | 213  | 202  | 193  | 189  | 187  | 184  |
|               | 1968 | 1982 | 1990 | 2006 | 2013 | 2015 | 2017 | 2019 | 2020 | 2022 |